# Guðrúnarkviða II

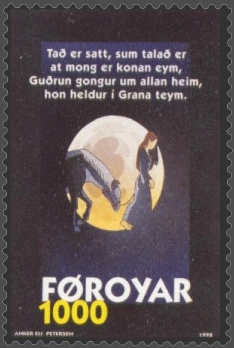
Guðrún encuentra a Grani, el caballo de Sigurd y entiende que su dueño está muerto. Ilustración en una estampilla de Islas Feroe por Anker Eli Petersen.

Guðrúnarkviða II (en español, El segundo lay de Gudrún), también conocido como Guðrúnarkviða hin forna (El viejo lay de Gudrún), es probablemente el más antiguo poema del ciclo de Sigurd, según Henry Adams Bellows. Es uno de los cantos heroicos de la Edda poética.

## Características
Compuesto antes del año 1000, según Bellows se encuentra en "bastante mal estado", pero fue así como sirvió de material para la Völsunga saga, donde se le parafrasea. 
Es el único poema en nórdico antiguo anterior al año 1000 de la tradición de Sigurd que ha llegado hasta nuestros tiempos en una versión más o menos completa. Otros poemas más antiguos, como Reginsmál, Fáfnismál y Sigrdrifumál, son colecciones o fragmentos y solo se conserva la última parte de Brot af Sigurðarkviðu. El resto de poemas están fechados en los siglos XI y XII.
Bellows afirma que otra razón para asumir que proviene de un lament de origen alemán es el hecho de que la muerte de Sigurd suceda en el bosque, como en el Cantar de los nibelungos, y no en su lecho. Otros elementos estrechamente relacionados con la tradición alemana son la insistencia de su madre y su hermano en que se case con Atli, la muerte de los nibelungos y su futura venganza en Atli.